# PC Gamer
PC Gamer – czasopismo o tematyce gier komputerowych.
Magazyn ukazuje się od 1993 w Wielkiej Brytanii oraz od 1994 w Stanach Zjednoczonych. Istnieją również lokalne wersje w innych krajach (np. w Australii, Szwecji, Rosji czy Hiszpanii).
Głównym tematem czasopisma są informacje ze świata gier, zapowiedzi nowych i recenzje popularnych gier na PC, ale również informacje o sprzęcie, modach do gier i innych tematach.